# Alberto Piccardo della Scala

Stemma degli Scaligeri

Alberto Piccardo della Scala (Verona, ... – 1288) è stato un nobile italiano.

## Biografia
Alberto era figlio di Federico "Bocca" della Scala (?-1269), di Jacopino.
Nel 1276 fu impegnato con gli zii Mastino I e Alberto I a sconfiggere i Patarini di Sirmione. Nel 1279 papa Niccolò III donò ai figli di Alberto il castello di Illasi, edificato da Ezzelino III da Romano, riconoscente verso gli Scaligeri per la cattura da parte di questi di un gruppo di eretici. 

## Discendenza
Alberto sposò in prime nozze Enida da Egna e in seconde Margherita Pallavicino, figlia di Oberto II Pallavicino. Ebbe tre figli:
- Isabella
- Federico (1288-1339/49), politico
- Alberto (?-1301)